# Петија (Сучава)
Петија (рум. Petia) насеље је у Румунији у округу Сучава у општини Бунешти. Oпштина се налази на надморској висини од 338 m.

## Становништво
Према подацима из 2002. године у насељу је живело 840 становника, од којих су сви румунске националности.